# Allium aschersonianum
Allium aschersonianum är en amaryllisväxtart som beskrevs av William Barbey. Allium aschersonianum ingår i släktet lökar, och familjen amaryllisväxter. Inga underarter finns listade i Catalogue of Life.